# 布内尔县

所在位置

布內尔县（乌尔都语：‎）是巴基斯坦西北边境省的一個县。该县总面积1,865平方公里。总人口506,048人（1998年）。2009年2月，巴基斯坦西北邊境省政府同塔利班組織簽署和平協議，同意一旦塔利班武裝控制的斯瓦特河谷恢復和平，總統扎爾達里將同意簽署法令，在馬拉根德區實行伊斯蘭教法。但4月初，塔利班武裝進入布內爾地區，并設立檢查站，進行武裝巡邏，強行推行伊斯蘭教法，隨後巴基斯坦政府在布內爾地區展開對塔利班激進分子的大規模軍事打擊，雙方戰事持續多時，令布內爾頓成廢區。